# The Princess (Tennyson)
The Princess – poemat heroikomiczny dziewiętnastowiecznego angielskiego poety Alfreda Tennysona, opublikowany w 1847. Utwór składa się z siedmiu pieśni i jest napisany wierszem białym, to znaczy sylabotonicznym dziesięciozgłoskowcem o jambicznym uporządkowaniu akcentowym. Poemat opowiada o księżniczce, która decyduje się na porzucenie świata mężczyzn i chroni się w szkole dla dziewcząt. Utwór Tennysona stał się podstawą
satyrycznej opery W.S. Gilberta i Arthura Sullivana Princess Ida (1884).

Sir Walter Vivian all a summer's day
Gave his broad lawns until the set of sun
Up to the people: thither flock'd at noon
His tenants, wife and child, and thither half
The neighboring borough with their Institute
Of which he was the patron. I was there
From college, visiting the son, — the son
A Walter too, — with others of our set,
Five others: we were seven at Vivian-place.